# Basket Lattes Montpellier Méditerranée Métropole Association
Basket Lattes Montpellier Méditerranée Métropole Association  (BLMA), kort Lattes Montpellier is een damesbasketbalteam uit Lattes, Frankrijk dat uitkomt in de Ligue féminine de basketball, de Franse eredivisie. Lattes ligt in de Montpellier Méditerranée Métropole.
De club werd in 1974 opgericht door de broers Paul en Bernard Banuls. Het was toen de basketbalafdeling van de Foyer Rural de Maurin. Maurin is een district van de stad Lattes. In de jaren 1990 fuseerde de club met Montpellier Basket Club en werd ze een eerste maal omgedoopt tot Basket Lattes Maurin Montpellier. Het elitegedeelte van Basket Lattes Maurin Montpellier veranderde zijn naam in 2002 in de naam Lattes Montpellier Agglomération Basket. In 2007 kwamen de amateurs (die de naam Basket Lattes Maurin Montpellier hadden behouden) en professionele ploegen samen onder dezelfde naam om Basket Lattes Montpellier Agglomeration te worden. Op 1 januari 2015, na de oprichting van Montpellier Méditerranée Métropole, die het gevolg was van de statuswijziging van de agglomeratiegemeenschap Montpellier naar een métropole, werd ook de ploegnaam aangepast naar Basket Lattes Montpellier Méditerranée Métropole Association.
Trainingen en wedstrijden vinden nog altijd plaats in de sporthal van het district Maurin van Lattes. De club heeft plannen de oude zaal met 1.400 zitplaatsen in te ruilen voor een grotere thuishaven.

## Erelijst
- Landskampioenschap Frankrijk (2):

Winnaar: 2014, 2016
Tweede: 2008, 2012, 2013, 2017, 2019, 2021
- Coupe de France (5):

2011, 2013, 2015, 2016, 2021
- Match des champions (2):

2016, 2021
2014, 2015 (Runner-up)

## Oud-speelsters
- Héléna Ciak
- Edwige Lawson-Wade
- Kyara Linskens
- Julie Vanloo
- Jelena Karpova